# Liste des pays par point le plus à l'est
Cet article recense la liste des pays par point le plus à l'est, c'est-à-dire les pays et territoires à statut spécial, ordonnés selon la longitude de leur extrémité est.

## Méthodologie
La liste suivante contient les 193 pays dont l'indépendance est généralement reconnue. Elle contient également le Kosovo et Taïwan, régions fonctionnellement indépendantes mais dont l'indépendance ne fait pas consensus, ainsi que la Palestine et le Sahara occidental. Les éventuels désaccords de territoire entre pays sont également indiqués.
Seules les parties terrestres des pays sont prises en compte. Les éventuelles eaux intérieures, eaux territoriales ou zones économiques exclusives ne sont pas considérées ici. Les revendications territoriales sur l'Antarctique ne sont pas prises en compte.
Il existe au moins trois façons différentes de définir le point le plus oriental d'un pays :
- par rapport au 180e méridien ;
- par rapport à la ligne de changement de date ;
- par rapport à un déplacement vers l'est.

Les parties terrestres de la Russie, des Fidji et de l'Antarctique sont directement traversés par le 180e méridien. Selon la première approche, ils seraient à la fois les pays les plus orientaux et les plus occidentaux. Le tracé de la ligne de changement de date permet de résoudre ce problème, mais conduit à des situations contre-intuitives (les États-Unis, bien que situés quasi-intégralement dans l'hémisphère occidental, seraient l'un des pays les plus orientaux du fait de Wake). La dernière méthode, plus intuitive en fin de compte, considère le point le plus oriental qu'il est possible d'atteindre en se dirigeant vers l′Est à partir de la région principale d'un pays, mais reste arbitraire.
La liste suivante prend en compte les trois approches. Pour la majeure partie des pays, elles sont équivalentes, sauf pour les États-Unis, les Fidji, les Kiribati, la Nouvelle-Zélande et la Russie.
Compte tenu de la difficulté à établir un classement pertinent, aucun n'est mentionné.

## Liste
| Pays ou territoire                                                              | Lieu                                                                                      | Coordonnées   |
| ------------------------------------------------------------------------------- | ----------------------------------------------------------------------------------------- | ------------- |
| Kiribati (par rapport à la ligne de changement de date)                         | Île du Millénaire                                                                         | 150°13′O      |
| Russie (par rapport à la ligne de changement de date)                           | Grande Diomède, Tchoukotka                                                                | 169°01′O      |
| Nouvelle-Zélande (par rapport à la position du pays dans l'hémisphère oriental) | Niue                                                                                      | 169°52′11″O   |
| Nouvelle-Zélande (par rapport à la ligne de changement de date)                 | Fakaofo, Tokelau                                                                          | 171°12′O      |
| Tonga (par rapport à la ligne de changement de date)                            | Tafahi, Tongatapu                                                                         | 173°43′O      |
| France (par rapport à la ligne de changement de date)                           | Nukuhifala, Wallis, Wallis-et-Futuna                                                      | 176°27′O      |
| Fidji (par rapport à la ligne de changement de date)                            | Vatoa                                                                                     | 178°15′O      |
| 180e méridien Antarctique, Fidji et Russie (par rapport à ce méridien)          |                                                                                           | 180°0′0″      |
| Tuvalu (par rapport au 180e méridien)                                           | Nukulaelae                                                                                | 179°51′E      |
| États-Unis (par rapport au 180e méridien)                                       | Île Semisopochnoi, Alaska                                                                 | 179°37′E      |
| Kiribati (par rapport au 180e méridien)                                         | Arorae                                                                                    | 176°50′E      |
| Nouvelle-Zélande (par rapport au 180e méridien)                                 | Motuhara, îles Chatham                                                                    | 175°49′E      |
| Îles Marshall                                                                   | Nadikdik                                                                                  | 172°09′E      |
| France (par rapport au 180e méridien)                                           | Île Hunter, Nouvelle-Calédonie                                                            | 172°06′E      |
| Vanuatu                                                                         | Futuna, Taféa                                                                             | 170°13′E      |
| Salomon                                                                         | Fatutaka                                                                                  | 170°10′E      |
| Australie                                                                       | Île Norfolk                                                                               | 167°57′E      |
| Nauru                                                                           | côte est de l'île                                                                         | 166°57′E      |
| États-Unis (par rapport à la ligne de changement de date)                       | Wake                                                                                      | 166°38′E      |
| États fédérés de Micronésie                                                     | Côte est de Kosrae                                                                        | 163°01′E      |
| Papouasie-Nouvelle-Guinée                                                       | Îles Nukumanu, Bougainville                                                               | 159°24′E      |
| Japon                                                                           | Île Minamitori, Archipel d'Ogasawara                                                      | 153°59′11″E   |
| Indonésie                                                                       | Frontière avec la Papouasie-Nouvelle-Guinée                                               | 141°05′E      |
| Chine                                                                           | Près de Haiqing, Heilongjiang                                                             | 134°46′25″E   |
| Palaos                                                                          | Kayangel                                                                                  | 134°42′E      |
| Corée du Sud                                                                    | Rochers Liancourt (contestés par le Japon)                                                | 131°52′E      |
| Corée du Nord                                                                   | Frontière avec la Russie, sur la côte de la mer du Japon                                  | 130°40′E      |
| Timor oriental                                                                  | Île de Jaco                                                                               | 127°19′30″E   |
| Philippines                                                                     | Pusan Point, Caraga, Davao Oriental                                                       | 126°34′E      |
| Taïwan                                                                          | Îlot Mien-hwa, Keelung                                                                    | 122°06′25″E   |
| Mongolie                                                                        | Frontière avec la Chine, Dornod                                                           | 120°00′E      |
| Malaisie                                                                        | Cap oriental de Bornéo, Sabah                                                             | 119°10′E      |
| Brunei                                                                          | Frontière avec la Malaisie près du Bukit Pagon                                            | 115°25′E      |
| Viêt Nam                                                                        | Cap au sud-est de Tuy Hòa, Phú Yên                                                        | 109°30′E      |
| Cambodge                                                                        | Rotanah Kiri, frontière avec le Viêt Nam                                                  | 107°35′E      |
| Laos                                                                            | Province de Sékong, frontière avec le Viêt Nam                                            | 106°40′E      |
| Thaïlande                                                                       | Province d'Ubon Ratchathani, frontière avec le Laos                                       | 105°40′E      |
| Singapour                                                                       | Pulau Tekong                                                                              | 104°05′E      |
| Birmanie                                                                        | État Shan, frontières avec le Laos et la Chine                                            | 101°10′E      |
| Inde                                                                            | Kibithu, Arunachal Pradesh                                                                | 97°20′E       |
| Bangladesh                                                                      | Chittagong, frontière avec la Birmanie                                                    | 92°35′E       |
| Bhoutan                                                                         | frontière avec l'Inde                                                                     | 92°05′E       |
| 90e méridien est                                                                |                                                                                           | 90°00′00″E    |
| Népal                                                                           | Mechi, frontière avec l'Inde                                                              | 88°15′E       |
| Kazakhstan                                                                      | Kazakhstan-Oriental, frontières avec la Chine et la Russie                                | 87°30′E       |
| Sri Lanka                                                                       | Côte orientale de l'île, province de l'Est                                                | 81°40′E       |
| Kirghizistan                                                                    | Ysyk-Köl, frontière avec la Chine                                                         | 80°20′E       |
| Pakistan                                                                        | Gilgit-Baltistan, frontières avec la Chine et l'Inde (contesté)                           | 77°30′E       |
| Tadjikistan                                                                     | Haut-Badakhchan, frontière avec la Chine                                                  | 75°05′E       |
| Afghanistan                                                                     | Badakhchan, frontières avec le Tadjikistan et la Chine                                    | 75°00′E       |
| Maldives                                                                        | Atoll Felidhu, Vaavu                                                                      | 73°31′E       |
| Ouzbékistan                                                                     | Province d'Andijan, frontière avec le Kirghizistan                                        | 73°20′E       |
| Royaume-Uni                                                                     | Diego Garcia, Territoire britannique de l'océan Indien                                    | 72°30′E       |
| Turkménistan                                                                    | Lebap, frontière avec l'Ouzbékistan                                                       | 66°40′E       |
| Maurice                                                                         | Rodrigues                                                                                 | 63°30′E       |
| Iran                                                                            | Est de Kuhak, Sistan-o-Balouchestan                                                       | 63°18′03″E    |
| Oman                                                                            | Cap oriental de la péninsule Arabique, Ash Sharqiyah                                      | 59°50′E       |
| Émirats arabes unis                                                             | Fujaïrah, côte du Golfe d'Oman, frontière avec Oman                                       | 56°24′E       |
| Seychelles                                                                      | Coëtivy                                                                                   | 56°16′E       |
| Arabie saoudite                                                                 | Ach-Charqiya, frontière avec Oman                                                         | 55°30′E       |
| Yémen                                                                           | Cap Momi, île de Socotra, gouvernorat d’Aden                                              | 54°30′E       |
| Qatar                                                                           | Cap à l'est d'Umm Sa'id, Mesaieed                                                         | 51°39′E       |
| Somalie                                                                         | Cap Hafun, Puntland                                                                       | 51°27′52″E    |
| Bahreïn                                                                         | Île Muharraq                                                                              | 50°43′E       |
| Madagascar                                                                      | Cap Masoala, province de Diego-Suarez                                                     | 50°40′E       |
| Azerbaïdjan                                                                     | Jiloy, Bakou                                                                              | 50°33′E       |
| Koweït                                                                          | Île Qaruh                                                                                 | 48°40′E       |
| Éthiopie                                                                        | Région Somali, frontière avec la Somalie                                                  | 48°00′E       |
| Géorgie                                                                         | Kakhétie, frontière avec l'Azerbaïdjan                                                    | 46°40′E       |
| Arménie                                                                         | Syunik                                                                                    | 46°37′E       |
| Turquie                                                                         | Dilucu, Iğdır                                                                             | 44°49′04″E    |
| Comores                                                                         | Domoni, Anjouan island                                                                    | 44°32′E       |
| Djibouti                                                                        | Côte au nord d'Obock, région d'Obock                                                      | 43°25′E       |
| Érythrée                                                                        | Debub-Keih-Bahri, frontière avec Djibouti                                                 | 43°7′E        |
| Syrie                                                                           | Al-Hasaka, frontière avec l'Irak                                                          | 42°25′E       |
| Kenya                                                                           | Province nord-orientale, frontières avec l'Éthiopie et la Somalie                         | 41°00′E       |
| Mozambique                                                                      | Côte à l'est de Nacala, province de Nampula                                               | 40°45′E       |
| Tanzanie                                                                        | Mtwara, frontière avec le Mozambique                                                      | 40°29′E       |
| Ukraine                                                                         | Oblast de Louhansk, frontière avec la Russie                                              | 40°15′E       |
| Jordanie                                                                        | Subdivision de Mafraq, frontière avec l'Irak et l'Arabie saoudite                         | 39°20′E       |
| Soudan                                                                          | Al Bahr al Ahmar, frontière avec l'Érythrée                                               | 38°35′E       |
| Liban                                                                           | District de Baalbek, frontière avec la Syrie                                              | 36°38′E       |
| Malawi                                                                          | District de Machinga, frontière avec le Mozambique                                        | 35°55′E       |
| Égypte                                                                          | Cap Banas, nord-est de Bérénice                                                           | 35°45′E       |
| Israël                                                                          | Frontière dans la région contestée du Golan                                               | 35°40′E       |
| Ouganda                                                                         | District de Nakapiripirit, frontière avec le Kenya                                        | 35°02′E       |
| Chypre                                                                          | Îles Klidhes                                                                              | 34°36′E       |
| Norvège                                                                         | Krmerpynten, Kvitøya, Svalbard                                                            | 33°30′59″ E   |
| Zimbabwe                                                                        | Manicaland, frontière avec le Mozambique                                                  | 33°00′E       |
| Afrique du Sud                                                                  | KwaZulu-Natal, sur la côte, frontière avec le Mozambique                                  | 32°55′E       |
| Zambie                                                                          | Province Septentrionale, frontière avec le Malawi                                         | 32°50′E       |
| Biélorussie                                                                     | Voblast de Moguilev, frontière avec la Russie                                             | 32°46′E       |
| Swaziland                                                                       | Lubombo, frontières avec l'Afrique du Sud et le Mozambique                                | 32°08′E       |
| Finlande                                                                        | Virmajärvi, Ilomantsi, frontière avec la Russie                                           | 31°35′17″ E   |
| République démocratique du Congo                                                | Lac Albert, frontière avec l'Ouganda                                                      | 31°30′E       |
| Rwanda                                                                          | Province de l'Est, frontière avec la Tanzanie                                             | 30°53′E       |
| Burundi                                                                         | Province de Cankuzo, frontière avec la Tanzanie                                           | 30°50′E       |
| Moldavie                                                                        | Raion de Ștefan Vodă, frontière avec l'Ukraine                                            | 30°10′E       |
| Roumanie                                                                        | Sulina, Tulcea, sur le delta du Danube                                                    | 29°40′E       |
| Grèce                                                                           | Strongyli                                                                                 | 29°38′E       |
| Lesotho                                                                         | Est de Mokhotlong, district de Mokhotlong, frontière avec l'Afrique du Sud                | 29°28′E       |
| Botswana                                                                        | Sur le Limpopo, frontières avec l'Afrique du Sud et le Zimbabwe                           | 29°20′E       |
| Bulgarie                                                                        | Cap Chabla, Dobritch                                                                      | 28°36′E       |
| Lettonie                                                                        | Ludzas rajons, frontière avec la Russie                                                   | 28°15′E       |
| Estonie                                                                         | Narva, Virumaa oriental                                                                   | 28°12′36″E    |
| République centrafricaine                                                       | Haut-Mbomou, frontières avec la République démocratique du Congo et le Soudan             | 27°28′E       |
| Lituanie                                                                        | Ignalina, frontière avec la Biélorussie                                                   | 26°50′E       |
| Namibie                                                                         | Caprivi, frontières avec la Zambie et le Botswana                                         | 25°15′E       |
| Libye                                                                           | Al Boutnan, frontière avec l'Égypte sur la côte méditerranéenne                           | 25°05′E       |
| Suède                                                                           | Kataja, Haparanda, Norrbotten                                                             | 24°10′0″E     |
| Pologne                                                                         | Sur le Bug, près de Zosin, voïvodie de Lublin                                             | 24°09′E       |
| Angola                                                                          | Moxico, frontière avec la Zambie                                                          | 24°00′E       |
| Tchad                                                                           | Frontière avec le Soudan                                                                  | 24°00′E       |
| Serbie                                                                          | Senokos                                                                                   | 23°01′E       |
| Macédoine du Nord                                                               | Région de l'Est, frontière avec la Bulgarie                                               | 23°00′E       |
| Hongrie                                                                         | Szabolcs-Szatmár-Bereg, frontière avec la Roumanie et frontière avec l'Ukraine            | 22°55′E       |
| Slovaquie                                                                       | Région de Prešov, frontières avec la Pologne et l'Ukraine                                 | 22°30′E       |
| Kosovo                                                                          | Est de Pristina                                                                           | 21°47′E       |
| Albanie                                                                         | District de Devoll                                                                        | 21°4′06″E     |
| Monténégro                                                                      | Jablanica, Rožaje                                                                         | 20°21′E       |
| Bosnie-Herzégovine                                                              | République serbe de Bosnie, frontière avec la Serbie                                      | 19°30′E       |
| Croatie                                                                         | Radevac, Ilok, comitat de Vukovar-Syrmie                                                  | 19°27′E       |
| République tchèque                                                              | Bukovec, Moravie-Silésie                                                                  | 18°51′32″E    |
| République du Congo                                                             | Sur l'Oubangi, frontière avec la République démocratique du Congo                         | 18°40′E       |
| Italie                                                                          | Cap d'Otrante, Pouilles                                                                   | 18°31′E       |
| Autriche                                                                        | Deutsch Jahrndorf, Burgenland                                                             | 17°9′38″E     |
| Slovénie                                                                        | Lendava                                                                                   | 16°36′E       |
| Cameroun                                                                        | Province de l'Est, frontières avec la République du Congo et la République centrafricaine | 16°12′E       |
| Niger                                                                           | Agadez, frontière avec le Tchad                                                           | 16°00′E       |
| Danemark                                                                        | Ertholmene                                                                                | 15°11′E       |
| Allemagne                                                                       | Deschka, Saxe                                                                             | 15°2′E        |
| Malte                                                                           | Xrobb il-Ghagin, Malte                                                                    | 14°34′11″E    |
| Gabon                                                                           | Haut-Ogooué, frontière avec la République du Congo                                        | 14°30′E       |
| Nigeria                                                                         | État de Borno, frontière avec le Nigeria                                                  | 13°15′E       |
| Saint-Marin                                                                     | Faetano                                                                                   | 12°31′00″E    |
| Vatican                                                                         | Bord occidental de la place Saint-Pierre, frontière avec l'Italie                         | 12°27′30.01″E |
| Algérie                                                                         | Tamanghasset, frontières avec la Libye et le Niger                                        | 12°00′E       |
| Tunisie                                                                         | Gouvernorat de Médenine, frontière avec la Libye                                          | 11°35′E       |
| Guinée équatoriale                                                              | frontière avec le Gabon                                                                   | 11°20′E       |
| Suisse                                                                          | Piz Chavalatsch, Müstair, Grisons, frontière avec l'Italie                                | 10°29′31″E    |
| Liechtenstein                                                                   | Borne frontière 28, au-dessus de Nenzinger Himmel                                         | 9°33′26″E     |
| Monaco                                                                          | Près du Monte-Carlo Sporting Club d'Ete                                                   | 7°26′23″E     |
| Sao Tomé-et-Principe                                                            | Côte de l'île Principe, à l'est de Santo António                                          | 7°26′E        |
| Pays-Bas                                                                        | Bad Nieuweschans                                                                          | 7°13′40″E     |
| Luxembourg                                                                      | Sur la Sûre près de Rosport                                                               | 6°32′E        |
| Belgique                                                                        | Krewinkel, Bullange, province de Liège                                                    | 6°22′E        |
| Espagne                                                                         | Île de La Mola, Mahón, Minorque                                                           | 4°19′E        |
| Mali                                                                            | Régions de Kidal et Gao, frontière avec le Niger                                          | 4°00′E        |
| Bénin                                                                           | frontière avec le Nigeria                                                                 | 3°50′E        |
| Burkina Faso                                                                    | Sur l'Atakora, Est, in the Atakora River, frontières avec le Bénin et le Niger            | 2°25′E        |
| Andorre                                                                         | La Palomera, Canillo                                                                      | 1°47′10″ E    |
| Togo                                                                            | Région maritime, frontière avec le Bénin sur la côte Atlantique                           | 1°46′E        |
| Ghana                                                                           | Région de la Volta, frontière avec le Togo                                                | 1°10′E        |
| Méridien de Greenwich                                                           |                                                                                           | 0°00′00″      |
| Maroc                                                                           | L'Oriental, frontière avec l'Algérie                                                      | 1°10′O        |
| Côte d'Ivoire                                                                   | frontière avec le Ghana                                                                   | 2°35′O        |
| Mauritanie                                                                      | Tiris Zemmour, frontières avec l'Algérie et le Mali                                       | 4°45′O        |
| Irlande                                                                         | Île Lambay, comté de Dublin                                                               | 6°01′O        |
| Portugal                                                                        | Paroisse de Paradela, Miranda do Douro, district de Bragance, frontière avec l'Espagne    | 6°11′O        |
| Îles Féroé                                                                      | Fugloy                                                                                    | 6°16′O        |
| Liberia                                                                         | Comté de River Gee, frontière avec la Côte d'Ivoire                                       | 7°22′O        |
| Guinée                                                                          | Région de Nzérékoré, frontière avec la Côte d'Ivoire                                      | 7°45′O        |
| Sahara occidental                                                               | Frontières avec l'Algérie, le Maroc et la Mauritanie (contesté)                           | 8°40′O        |
| Sierra Leone                                                                    | Frontières avec la Guinée et le Liberia                                                   | 10°17′O       |
| Sénégal                                                                         | Tambacounda, frontière avec le Mali                                                       | 11°22′O       |
| Groenland                                                                       | Nordostrundingen                                                                          | 12°08′O       |
| Islande                                                                         | Hvalbakur, Suður-Múlasýsla                                                                | 13°14′O       |
| Guinée-Bissau                                                                   | Gabu, frontière avec la Guinée                                                            | 13°40′O       |
| Gambie                                                                          | Upper River, frontière avec le Sénégal                                                    | 13°48′O       |
| Cap-Vert                                                                        | Cap au sud-est de Tarales, île de Boa Vista                                               | 22°40′O       |
| Brésil                                                                          | Île du Sud, Trindade et Martim Vaz                                                        | 28°50′26″W    |
| Canada                                                                          | Cap Spear, Terre-Neuve-et-Labrador                                                        | 52°37′O       |
| Uruguay                                                                         | Lagoa Mirim, Cerro Largo, frontière avec le Brésil                                        | 53°5′O        |
| Argentine                                                                       | Bernardo de Irigoyen, province de Misiones, frontière avec le Brésil                      | 53°41′00″W    |
| Suriname                                                                        | Sipaliwini, frontière avec la Guyane française                                            | 54°00′O       |
| Paraguay                                                                        | Département de Canindeyú, frontière avec le Brésil                                        | 54°15′O       |
| Guyana                                                                          | Berbice Oriental-Courantyne, frontières avec le Brésil et le Suriname                     | 56°30′O       |
| Bolivie                                                                         | Frontière avec le Brésil                                                                  | 57°30′O       |
| Barbade                                                                         | Près de Kitridge Point, Saint Philip                                                      | 59°26′O       |
| Venezuela                                                                       | État de Delta Amacuro, frontière avec le Guyana                                           | 59°45′O       |
| Trinité-et-Tobago                                                               | Cap le plus oriental de Tobago, près de Charlotteville                                    | 60°31′O       |
| Saint-Vincent-et-les-Grenadines                                                 | Bettowia island, Grenadines                                                               | 61°08′O       |
| Sainte-Lucie                                                                    | Côte est, District de Laborie                                                             | 60°54′O       |
| Dominique                                                                       | Saint-David                                                                               | 61°15′O       |
| Grenade                                                                         | Île de Petite Martinique                                                                  | 61°23′O       |
| Antigua-et-Barbuda                                                              | Rocher à l'est d'Antigua                                                                  | 61°40′O       |
| Saint-Christophe-et-Niévès                                                      | Cap oriental de Niévès                                                                    | 62°31′O       |
| États-Unis (par rapport à la position du pays dans l'hémisphère occidental)     | Point Udall, Sainte-Croix, îles Vierges américaines                                       | 64°34′O       |
| Chili                                                                           | Île Nueva                                                                                 | 66°24′55″W    |
| Colombie                                                                        | Frontières avec le Brésil et le Venezuela                                                 | 67°00′O       |
| République dominicaine                                                          | Punta de Agua, La Altagracia                                                              | 68°20′O       |
| Pérou                                                                           | Embouchure du Río Heath, province de Tambopata, région de Madre de Dios                   | 68°39′27″W    |
| Haïti                                                                           | Centre, frontière avec la République dominicaine                                          | 71°38′O       |
| Bahamas                                                                         | Mayaguana                                                                                 | 72°45′O       |
| Cuba                                                                            | Punta Maisí près de Maisí, province de Guantánamo                                         | 74°08′O       |
| Équateur                                                                        | Orellana, frontière avec le Pérou                                                         | 75°15′O       |
| Jamaïque                                                                        | Morant Point, Paroisse de Saint Thomas                                                    | 76°12′O       |
| Panama                                                                          | Darién, frontière avec la Colombie                                                        | 77°09′O       |
| Costa Rica                                                                      | Limón, frontière avec le Panamá                                                           | 82°30′O       |
| Nicaragua                                                                       | Îles Miskitos, Atlántico Norte                                                            | 82°46′O       |
| Honduras                                                                        | Département de Gracias a Dios, frontière avec le Nicaragua sur la côte Atlantique         | 83°35′O       |
| Mexique                                                                         | Pointe sud-est de l'Isla Mujeres, Quintana Roo                                            | 86°42′36″ W   |
| Belize                                                                          | Lighthouse Reef                                                                           | 87°35′O       |
| Salvador                                                                        | Île de Meanguera del Golfo, département de La Unión                                       | 87°42′O       |
| Guatemala                                                                       | Département d'Izabal, frontière avec le Honduras                                          | 88°15′O       |
| 90e méridien ouest                                                              |                                                                                           | 90°00′00″O    |
| Samoa                                                                           | Fanuatapu                                                                                 | 171°20′O      |
| Tonga (du point de vue de leur position dans l'hémisphère occidental)           | Tafahi, Tongatapu                                                                         | 173°43′O      |